# The Bend Motorsport Park
The Bend Motorsport Park est un complexe de sport mécaniques situé en Australie à Tailem Bend dans l'état de l'Australie-Méridionale, à 100 kilomètres au sud-est d'Adélaïde. Il dispose de plusieurs configurations de circuits dont une mesurant 7,770 km.
Ouvert depuis 2018, le complexe a accueilli une manche de l'Asian Le Mans Series. Le championnat phare australien de Supercars s'y rend depuis 2018.